# Scheldeprijs 2021 (vrouwen)
De eerste editie voor de Scheldeprijs voor vrouwen werd gehouden op 7 april 2021. Van de negen World-Tourploegen stonden er zes aan de start. De wedstrijd met start en finish in Schoten was 136,2 kilometer en werd gewonnen door de Nederlandse Lorena Wiebes van Team DSM in een massasprint.

## Uitslag
| Plaats  | Naam                      | Ploeg                      | Tijd     |
| ------- | ------------------------- | -------------------------- | -------- |
| Winnaar | Lorena Wiebes             | Team DSM                   | 3u26'49" |
| 2       | Emma Norsgaard            | Movistar Team              | z.t.     |
| 3       | Elisa Balsamo             | Valcar-Travel & Service    | z.t.     |
| 4       | Emilie Moberg             | Drops-Le Col               | z.t.     |
| 5       | Lisa Klein                | Canyon-SRAM                | z.t.     |
| 6       | Arlenis Sierra            | A.R. Monex                 | z.t.     |
| 7       | Sarah Roy                 | BikeExchange               | z.t.     |
| 8       | Sandra Alonso             | Bizkaia-Durango            | z.t.     |
| 9       | Amalie Dideriksen         | Trek-Segafredo             | z.t.     |
| 10      | Charlotte Kool            | NXTG Racing                | z.t.     |
| 11      | Femke Markus              | Parkhotel Valkenburg       | z.t.     |
| 12      | Maria Giulia Confalonieri | Ceratizit-WNT              | z.t.     |
| 13      | Silvia Zanardi            | BePink                     | z.t.     |
| 14      | Maike van der Duin        | Drops-Le Col               | z.t.     |
| 15      | Arianna Fidanza           | BikeExchange               | z.t.     |
| 16      | Amalie Lutro              | Coop-Hitec Products        | z.t.     |
| 17      | Maria Novolodskaja        | A.R. Monex                 | z.t.     |
| 18      | Céline van Houtum         | Multum Accountants-LSK     | z.t.     |
| 19      | Minke Bakker              | Doltcini-Van Eyck Sport    | z.t.     |
| 20      | Clara Lundmark            | Grant Thornton Krush Tunap | z.t.     |
|         |                           |                            |          |
| 41      | Fien Delbaere             | Multum Accountants-LSK     | z.t.     |

Mannen: 1907 · 1908 · 1909 · 1910 · 1911 · 1912 · 1913 · 1914 · 1915 · 1916 · 1917 · 1918 · 1919 · 1920 · 1921 · 1922 · 1923 · 1924 · 1925 · 1926 · 1927 · 1928 · 1929 · 1930 · 1931 · 1932 · 1933 · 1934 · 1935 · 1936 · 1937 · 1938 · 1939 · 1940 · 1941 · 1942 · 1943 · 1944 · 1945 · 1946 · 1947 · 1948 · 1949 · 1950 · 1951 · 1952 · 1953 · 1954 · 1955 · 1956 · 1957 · 1958 · 1959 · 1960 · 1961 · 1962 · 1963 · 1964 · 1965 · 1966 · 1967 · 1968 · 1969 · 1970 · 1971 · 1972 · 1973 · 1974 · 1975 · 1976 · 1977 · 1978 · 1979 · 1980 · 1981 · 1982 · 1983 · 1984 · 1985 · 1986 · 1987 · 1988 · 1989 · 1990 · 1991 · 1992 · 1993 · 1994 · 1995 · 1996 · 1997 · 1998 · 1999 · 2000 · 2001 · 2002 · 2003 · 2004 · 2005 · 2006 · 2007 · 2008 · 2009 · 2010 · 2011 · 2012 · 2013 · 2014 · 2015 · 2016 · 2017 · 2018 · 2019 · 2020 · 2021 · 2022 · 2023 · 2024 · 2025
Vrouwen: 2021 · 2022 · 2023 · 2024 · 2025